# Simone Dahl
Simone Dahl (ur. 16 września 1988) – australijska judoczka.
Uczestniczka mistrzostw świata w 2007. Złota medalistka mistrzostw Oceanii w 2006 i srebrna w 2008. Mistrzyni Australii w 2006, 2007 i 2009 roku.